# Крива блиску

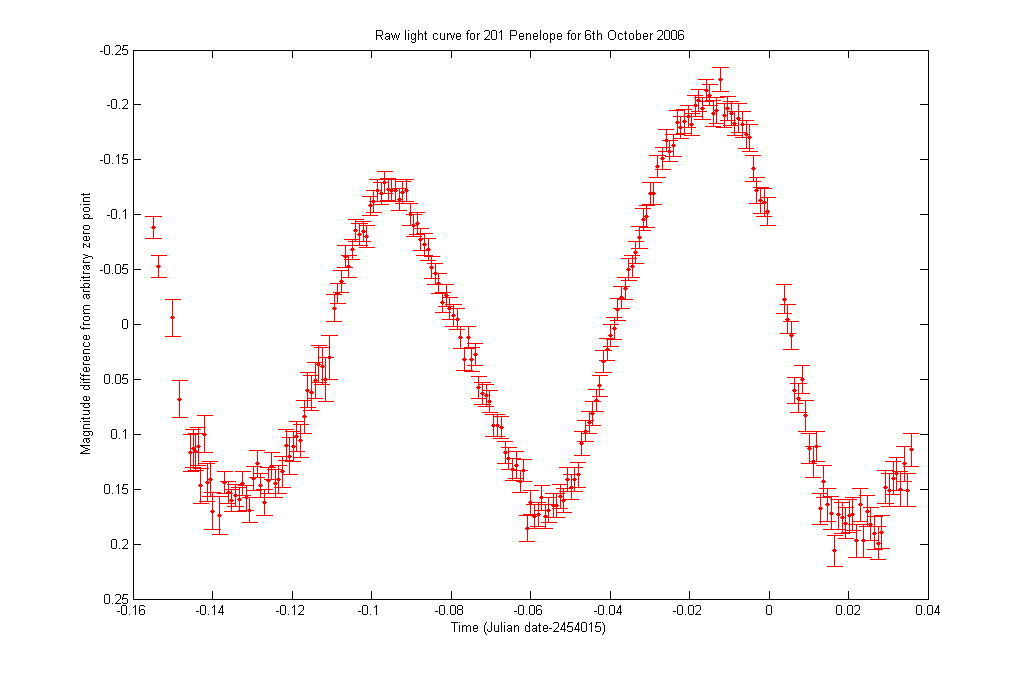
Рис.1. Крива блиску астероїда 201 Пенелопа

Крива́ бли́ску — графічне зображення функції зміни блиску астрономічного об'єкта з часом. Це поняття застосовують як до самосвітних об'єктів (зір), так і до об'єктів, що відбивають світло ближнього світила (Сонця, зорі). Такими об'єктами можуть бути планети, їхні супутники, астероїди тощо.

## Визначення й значення
Змінення блиску тіла Сонячної системи зазвичай викликане зміною взаємного положення об'єкта, Сонця й Землі внаслідок руху тіл по орбітах (зміна фази), а також обертанням навколо власної осі (якщо на поверхні тіла є ділянки з різним альбедо). В останньому випадку крива блиску дозволяє встановити період обертання тіла.
У змінних зір зміна блиску може бути зумовлена як пульсаціями зорі, так і рухом навколо неї тьмянішої зорі-супутника (затемнена змінність) або іншими причинами. Тому криві блиску дуже різноманітні. Деякі зорі мають чітку періодичність змін блиску (цефеїди, затемнювані зорі), в інших періодичності практично нема (зорі типу T Тельця, спалахуючі зорі), бувають проміжні випадки, коли періодичність добре помітна, але величина періоду зазнає змін (міриди, змінні типу RV Тельця). Порівняно слабкі зміни блиску зорі можуть свідчити про наявність у неї планет, тому аналіз кривої блиску лежить в основі транзитного методу пошуку екзопланет.

Для деяких зір змінність можна визначити неозброєним оком; щоб отримати криві блиску багатьох інших, достатньо засобів аматорської астрономії. Крива блиску змінної зорі дозволяє визначити низку її фізичних параметрів. Наприклад, у разі затемнюваних змінних є можливість визначити період обертання, тривалість затемнення, а також його повної фази, співвідношення блиску компонентів, відношення їхніх температур, відношення радіуса зорі до радіуса орбіти, якою компонент обертаються один навколо одного. За наявності у зорі планет, а також для малих тіл Сонячної системи, амплітуда зміни блиску становить лише частки відсотка від середньої величини блиску. У таких випадках побудова кривої блиску потребує застосування великих телескопів. 

## Криві блиску подвійних зір

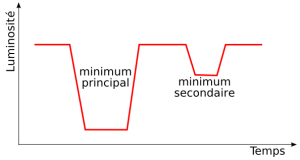
Мал. 2
Теоретична крива блиску подвійної затемнюваної системи.

Якщо припустити, що зорі є кулястими сферично-симетричними тілами, а промінь зору спостерігача лежить у площині їх орбіти, теоретичний вигляд кривої блиску подвійної системи показано на малюнку 2.
Втім, такі припущення не завжди справджуються й вигляд кривої блиску може значно відрізнятися від теоретичного. Зокрема, у тісних подвійних системах на вигляд кривої блиску можуть впливати впливають додаткові фактори.

### Ефект відбиття

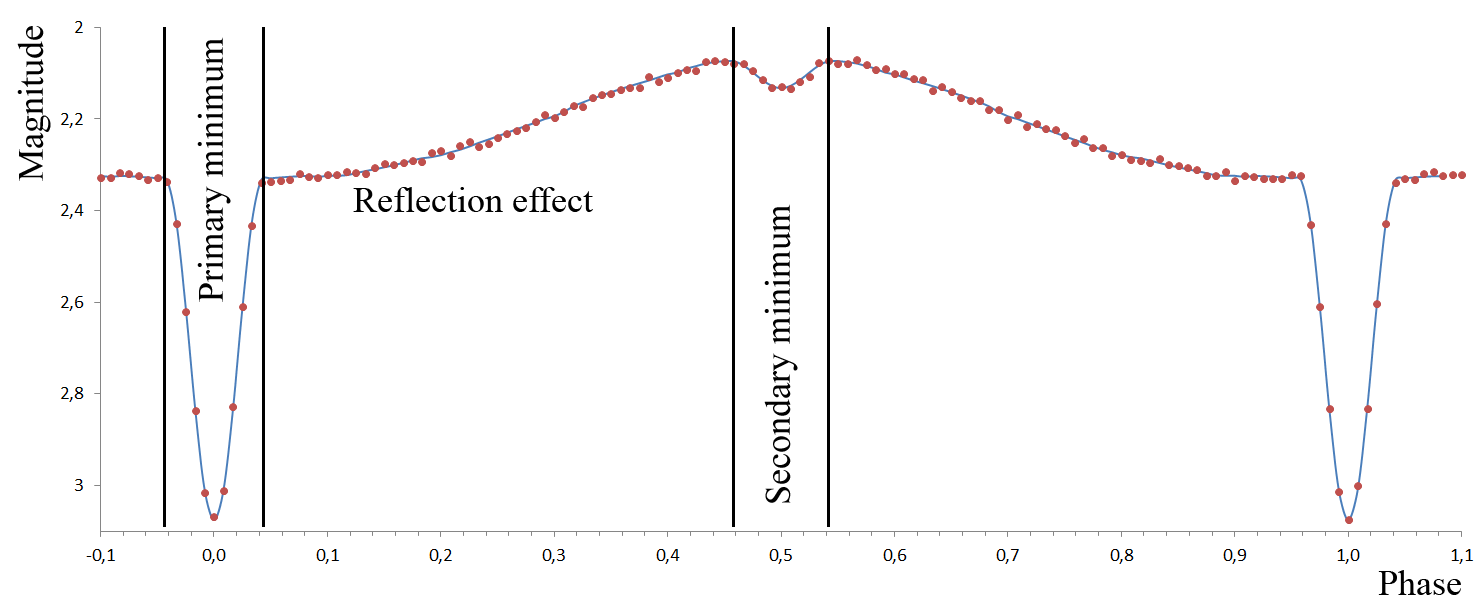
Рис.2а. Крива блиску тісної затемнено-змінної системи

Рис. 2а ілюструє вигляд кривої блиску затемнено-змінної подвійної системи з невеликою відстанню між компонентами, в якій є гарячий компактний об'єкт (білий карлик) і холодна зоря головної послідовності. За віссю абсцис відкладено фазу: рівність фази нулю (та одиниці) відповідає ситуації, коли холодний супутник закриває гарячий білий карлик від спостерігача. За віссю ординат відкладено відносний блиск системи в зоряних величинах. Крива блиску подібна до кривої блиску предкатаклізмічної змінної UU Sagittae, центральної зорі планетарної туманності Abell 63 .
У головному мінімуму блиску (ділянка позначена на малюнку як Primary minimum): яскравий білий карлик перебуває в затемненні, спостерігач бачить лише тьмяний холодний супутник, тому сумарний блиск системи мінімальний. Підвищення блиску по краях ділянки відповідає частковому затемненню білого карлика. У міру того, як під час орбітального руху білий карлик виходить із-за супутника, спостерігач бачить все більшу частку його диска, і блиск системи зростає. Фаза 0,5 відповідає положенню, коли білий карлик і супутник міняються місцями: білий карлик розташовується перед супутником і проходить по його диску в процесі орбітального руху. При цьому затемнюється деяка частина диска супутника, і на кривій блиску з'являється вторинний мінімум (позначений на малюнку як Secondary minimum). Оскільки затемнювана ділянка супутника невелика і має низьку (порівняно з білим карликом) температуру, то її блиск невеликий; як наслідок, вторинний мінімум не такий глибокий, як головний мінімум.
На кривій спостерігається плавне підвищення блиску від первинного мінімуму до вторинного: так виявляє себе ефект відбиття (англ. Reflection Effect). Завдяки близькості зір, гарячий білий карлик розігріває обернену до нього півкулю супутника, тому обернена до білого карлика півкуля супутника гарячіша й яскравіша, ніж протилежна. У процесі орбітального руху фаза супутника для зовнішнього спостерігача змінюється: на ділянці головного мінімуму до спостерігача обернена переважно холодніша півкуля, тоді як на ділянці вторинного мінімуму спостерігач бачить в основному гарячу півкулю супутника. Це призводить до значного підвищення блиску системи на ділянці поблизу вторинного мінімуму.

### Еліптичність компонентів

Рис. 2б. Крива блиску затемнюваної системи з еліптичними компонентами

Рис. 2в. Анімація затемнюваної системи типу β Lyr та її крива блиску

Рис. 2б та 2в ілюструють вид кривої блиску β Lyr — затемнюваної подвійної системи з еліптичними компонентами. Система складається із зір різної яскравості й радіуса. Масивніша з зір оточена акреційним диском. Диск утворився з речовини, що перетікає з менш масивного компонента, який заповнив свою порожнину Роша. Плавна зміна яскравості між мінімумами свідчить про деформацію компонентів: внаслідок близького розташування зір під дією припливних сил їх куляста форма викривлена, вони витягнулися назустріч одна одній. У міру орбітального руху, коли система наближається до затемнення, видима проєкція зір на небесну сферу зменшується, і блиск системи падає. Після виходу із затемнення площа видимої проєкції зростає, а з нею зростає й блиск системи. Система має найбільшу яскравість у фазі, близькій до середини між мінімумами, коли компоненти обернені до спостерігача боком і їхня проєкція на небесну сферу має найбільшу площу. Внесок у плавну зміну блиску робить й акреційний диск.